# 손성달
손성달(1973년 ~ )은 대한민국의 대학 교수, 작가, 방송인이다.

## 주요 경력
- 2018년 3월~ 한신대학교 교수 (부교수)
- 2017년 3월~2017년 12월 숭의여자대학교 디지털미디어전공 겸임교수.
- 2016년 3월~2017년 8월 한양여자대학교 정보경영과 시간강사.
- 2017년 1월~2017년 12월 직업능력심사평가원 심사평가위원.
- 2017년 3월~2017년 12월 한국정보방송통신대연합(ICT대연합) 프로보노 장비 심사위원.
- 2015년 4월~2017년 12월 방송통신인적자원개발위원회 전문위원.

## 출연작

### TV 프로그램
- 《KBS 2TV 아침》(KBS, 2003년)
- 《대한민국 NCS 사용설명서_실전취업토크》(한국직업방송, 2016년)